# Стојан Жупљанин
Стојан Жупљанин, (Масловаре код Котор Вароша, 22. септембар 1951) је бивши начелник Центра службе безбедности у Бањој Луци и бивши саветник председника Републике Српске за унутрашње послове. Осуђен је пред Међународним кривичним трибуналом за бившу Југославију за ратне злочине над Муслиманима и Хрватима, почињене током рата у Босни и Херцеговини.

## Биографија
Жупљанин је рођен 28. септембра 1951. године у селу Масловаре у општини Котор Варош у Југославији од оца Александра и мајке Драгице. Средњу Управну школу завршио је у Бањој Луци, а Правни факултет у Сарајеву 5. фебруара 1975. У општинском Секретаријату за унутрашње послове у Бањој Луци запослен је 1. априла 1975. године гдје ће на разним дужностима остати до почетка 1994. Напредовао је од мјеста командира полиције до начелник Одјељења за сузбијање општег криминалитета. Од 1991. године је био начелник Регионалног центра служби безбједности у Бања Луци, а од маја до јула 1992. године и члан Кризног штаба Аутономне регије Крајине.
У међувремену је 1976/1977. одслужио војни рок у Школи резервних официра у Билећи, а 1979. полаже правосудни испит у Сарајеву. Крајем 1995. полаже усмени магистарски испит на Правном факултету у Бањој Луци, а писмени дио испита, иако завршен, није стигао да  га одбрани. Од фебруара 1994. до фебруара 1997. био је савјетник за унутрашње послове предсједнику Републике Српске др Радовану Караџићу, а током 1997. био је директор Фабрике дувана у Бањој Луци. У периоду од 1995. до 1997. предавао је Криминологију на Полицијској академији у Бањој Луци
Ожењен је супругом Дивном са којом има два сина Младена и Павла. Од спорта је највише волио карате у чему је мајстор као и ваздухопловно једриличарство гдје је био пилот једрилице.

## Оптужница за ратне злочине
Жупљанин је, пред Хашким судом за ратне злочине, оптужен за злочине против човечности и кршење закона и обичаја ратовања, удружени злочиначки подухват, прогоне, истребљење и убиство, мучење, окрутно поступање и нехумана дела, те депортације и безобзирно разарање и пустошење градова и села, 17. децембра 1999. Оптужница је објављена 13. јула 2001. године. Три године касније, оптужница је измијењена када је из ње избачено кривично дјело геноцида, за шта се првобитно теретио. Жупљанин је раније напустио Републику Српску и кријући се од Трибунала боравио у Мађарској, Француској, Нигерији и Русији.  Жупљанин је ухапшен у Панчеву, 11. јуна 2008. године. У почетку је негирао свој идентитет, представљајући се као Бранислав Вукадин, али је дан касније, ДНК-анализом утврђено да је особа која је ухапшена — заиста Жупљанин. Суђење је започело 14. септембра 2009. године. Дана 27. марта 2013. Хашки трибунал га је, заједно са Мићом Станишићем, осудио на 22 године затвора. У другостепеном поступку пресуда је потврђена 30. јуна 2016. године. Затворску казну у трајању од 22 године издржава у Пољској.